# Horizontes perdidos (película de 1937)
Horizontes perdidos (título original: Lost Horizon) es una película estadounidense de 1937 dirigida por Frank Capra, basada en la novela homónima de James Hilton, que narra el encuentro de un grupo de viajeros con la sociedad utópica budista de Shangri-La, en el Himalaya.
La película excedió su presupuesto original por más de $776.000, y tardó cinco años en recuperar su inversión. La grave crisis financiera que creó para Columbia Pictures dañó la asociación entre Capra y el jefe de estudio Harry Cohn. A pesar de ello, ganó 2 premios Óscar (mejor dirección artística y mejor edición), además tuvo seis candidaturas: a la mejor película, al mejor actor de reparto, a la mejor música, al mejor sonido y al mejor asistente de dirección.
En el año 2016, la película fue considerada «cultural, histórica y estéticamente significativa» por la Biblioteca del Congreso de Estados Unidos y seleccionada para su preservación en el National Film Registry.

## Trama
Varios pasajeros, entre los que se encuentra Conway un joven diplomático inglés, sobreviven a un accidente aéreo en el Himalaya en un avión de transporte de pasajeros de India a China. Cuando creen que la muerte es inevitable en medio de las montañas en un lugar inexplorado, son rescatados por una caravana de montañeros bien equipados que vienen de Shangri-La, una idílica y utópica comunidad que vive oculta en el Tíbet, rodeada por unas montañas que forman un valle con un clima muy especial. 
Mientras la Segunda Guerra Mundial amenaza al mundo, ellos descubrirán un lugar donde la gente es feliz y no envejece; el líder de la comunidad es un sacerdote jesuita que estaba explorando un nuevo lugar donde predicar en las montañas del norte de la India y llegó a ese valle fértil, con un clima más cálido que las montañas del Tíbet, las cuales ocultan su posición del mundo civilizado, solamente se puede entrar por un sendero entre las montañas y una cueva, los habitantes viven más años por el clima y una planta que comen, obtienen una mayor fortaleza física, salud y en las  personas se extiende la bondad.
Algunos sienten desconfianza al ser bien recibidos, otros paranoicos, incluso piensan que los podrían matar, un ambicioso agente de Wall Street descubre minas de oro en las montañas y piensa explorarlas, pero al final decide colaborar con la comunidad y construir una represa con canales de agua, el hermano de Conway quiere escapar y conoce a una mujer de origen ruso, que había llegado por accidente a ese lugar y quería escapar desde hace muchos años, ella no envejece y está desde el año 1880 en ese valle, aunque le advierten de que si escapa podría envejecer rápidamente, ella lo oculta a Conway y su hermano, y prepara un escape para regresar a vivir en el mundo moderno. Mientras descienden de las montañas ella siente cansancio, no se puede mover, envejece y muere, el hermano de Conway horrorizado por esta situación salta por un barranco y muere, al final Conway llega a un poblado en las montañas, es rescatado y llevado en barco a un puerto para preparar su regreso a Inglaterra, pero él escapa y trata de retornar nuevamente a las montañas del Tíbet, escala y llega finalmente a Shangri-la.

## Reparto
- Ronald Colman - Robert Conway
- Jane Wyatt - Sondra Bizet
- H.B. Warner - Chang
- Sam Jaffe - the High Lama
- John Howard - George Conway
- Edward Everett Horton - Alexander P. Lovett
- Thomas Mitchell - Henry Barnard
- Isabel Jewell - Gloria Stone
- Margo - María

## Comentario
La película, que como el libro está claramente inspirada en la Utopía de Tomás Moro, es probablemente la más atípica de su director, y presentó en su rodaje una llamativa curiosidad:

"Es significativo que, en el único caso - Horizontes perdidos (Lost horizon, 1937) - en que Hollywood, en los años treinta, tratará el tema de la ciudad imaginaria e ideal, Shangri-La, cuyos habitantes no conocen la violencia ni la agresividad, confiando la tarea a su director más soñador, Frank Capra, y a su guionista de mayor talento, Stephen Goosson, el resultado será un lugar de edificios chatos, que se extienden en sentido horizontal, evidentemente inspirados por los diseños y proyectos arquitectónicos de Frank Lloyd Wright, alumno de uno de los fundadores de la Escuela de Chicago, Louis Henry Sullivan".
Leonardo Gandini

## Premios y nominaciones
Premios Óscar
En la 10.ª ceremonia de los Premios Óscar, Horizontes perdidos obtuvo 7 nominaciones y ganó 2 Premios Óscar correspondientes a las categorías de mejor montaje y mejor diseño de producción.
| Año  | Categoría                    | Receptor                        | Resultado |
| ---- | ---------------------------- | ------------------------------- | --------- |
| 1937 | Producción sobresaliente     | Columbia Pictures               | Nominada  |
| 1937 | Mejor actor de reparto       | H. B. Warner                    | Nominado  |
| 1937 | Mejor montaje                | Gene Havlick, Gene Milford      | Ganador   |
| 1937 | Mejor banda sonora           | Morris Stoloff, Dimitri Tiomkin | Nominado  |
| 1937 | Mejor sonido                 | John P. Livadary                | Nominado  |
| 1937 | Mejor asistente de dirección | Charles C. Coleman              | Nominado  |
| 1937 | Mejor diseño de producción   | Stephen Goosson                 | Ganador   |